# World of Coca-Cola
Le World of Coca-Cola est un musée américain situé à Atlanta, en Géorgie. Il traite de l'histoire du Coca-Cola et de la Coca-Cola Company.
Il propose dans le lobby plusieurs sculptures de bouteilles Coca-Cola qui ont été créées pour les Jeux olympiques d'été de 1996. Coca-Cola a invité des artistes du monde entier, dont Laurence Jenkell artiste Française, à exprimer la culture et les traditions artistiques de leur pays en décorant leurs propres sculptures de bouteilles de Coca-Cola.
L'établissement comprend aussi une Coca-Cola Store.

## Historique

### Premier musée sur Martin Luther King Jr. Drive
Le premier musée World of Coca-Cola a ouvert en 1990 au 55 Martin Luther King Jr. Drive, à côté du complexe commercial Underground Atlanta (en). Il comprenait une visite sur trois étages qui débutait par le dernier avant de redescendre. Le visiteur déambulait parmi près de 100 objets Coca-Cola classé par ordre chronologique pour certains interactifs comme une réplique d'une fontaine à soda des années 1930, des vidéos des publicités et un film explicatif de 10 minutes. Une boutique était présent à la fin de la visite ainsi qu'une zone de dégustation de 22 produits Coca-Cola.
Ce musée a fermé en 2007 après avoir vu passer près de 9 millions de visiteurs et l'édifice existe toujours mais est inoccupé.

### Musée de la Pemberton Place
Coca-Cola a fait construire un nouveau musée de 92 000 pieds carrés (8 547 m2) pour 97 millions d'USD au 121 Baker Street, sur la Pemberton Place et jouxte le Parc du Centenaire et le Centre national pour les droits civils et humains. Le musée a ouvert le 24 mai 2007.
Le musée comprend une exposition centrée sur la formule secrète du Coca-Cola et une zone de dégustation de 60 boissons. Il contient aussi une ligne d'embouteillage fonctionnelle pour des bouteilles souvenirs de 25 cl.
Une boutique Coca-Cola Store permet d'acheter des produits estampillé Coca-Cola.